# 保加利亚社会民主工党（广泛派社会主义者）
保加利亚社会民主工党（广泛派社会主义者）（羅馬化：Balgarska rabotnicheska sotsialdemokraticheska partiya (shiroki sotsialisti)）是保加利亚历史上的一个改良社会主义政党。1903年，保加利亚社会民主工党发生分裂，以扬科·萨库佐夫为首的少数派与迪米塔尔·布拉戈耶夫领导的多数派决裂，随后被开除出党。此后，以萨库佐夫为首的这一派别自称为“保加利亚社会民主工党（广泛派社会主义者）”，与布拉戈耶夫领导的“保加利亚社会民主工党（紧密派社会主义者）”对立。该党深受第二国际，特别是伯恩施坦修正主义的影响，主张社会进化论和走议会道路，反对暴力革命和无产阶级专政。1918年—1919年，该党加入保加利亚资产阶级政府。1923年—1940年，该党是社会主义工人国际的成员。1943年，该党加入祖国阵线。1948年，苏联当局强迫该党并入保加利亚工人党（共产党人）（保加利亚社会民主工党（紧密派社会主义者）的继承者）；1948年6月，党员资格审查程序开始，该党大约一半的党员被允许加入保加利亚工人党（共产党人）；合并于1948年12月完成，随后，保加利亚工人党（共产党人）改名为保加利亚共产党。